# Josef Nejedlík
Josef Nejedlík (28. prosince 1909, Láz, Rakousko-Uhersko – 15. ledna 1942, Osvětim, Německo) byl český novinář a odbojář.
Narodil se v obci Láz u Moravských Budějovic do selské rodiny. Studoval na gymnáziu v Moravských Budějovicích, kde maturoval 22. června 1928. V dalším vzdělávání pokračoval na Právnické fakultě Karlovy univerzity v Praze, kde byl 2. července 1934 promován na doktora práv. Vojenskou službu absolvoval v letech 1934 až 1936 u 11. dělostřeleckého pluku v Košicích, do zálohy odešel v hodnosti podporučíka. Následně studoval na univerzitě ve Vídni. Po studiích pracoval jako úředník zemského kulturního úřadu v Brně a redaktor časopisu Moravský hospodář. Když redakci časopisu přebíral, byla v úpadku a on byl jejím jediným redaktorem. Jeho působením se zájem o časopis zvýšil a brzy měl 4 podřízené, se kterými časopis připravoval. Pravidelně vystupoval v rozhlase. Byl aktivním členem Sokola, členem předsednictva Svazu československého studentstva, jednatel Svazu slovanského studentstva. Kromě češtiny ovládal němčinu, angličtinu a ruštinu. Byl svobodný a bezdětný.

## Okupace
Za německé okupace se aktivně zapojil do odboje s vazbami na špionážní síť Avala-Modrý kruh, bojující proti Třetí říši. Byl několikrát zmíněn v životopisné knize českého představitele špionážní sítě Rudá kapela (Rote Kapelle) Františka Klečky (Stínohra, třináct let československým zpravodajcem).
Dne 12. července 1940 byl zatčen a uvězněn na Kounicových kolejích, následně v Moravské Ostravě a nakonec ve Vratislavi (Breslau). V srpnu 1941 byl odsouzen Vrchním zemským soudem ve Vratislavi za přípravu velezrady spočívající v tom, že spolu s dalšími osobami v letech 1939 a 1940 v Moravské Ostravě, Olomouci, Brně, Valašském Meziříčí a na dalších místech Protektorátu Čechy a Morava založili a udržovali velezrádné spolčení. Protože obžaloba o většině jeho činnosti neměla důkazy, byl odsouzen k trestu, který si již odseděl ve vyšetřovací vazbě. Místo propuštění byl předán brněnskému gestapu, které ho odeslalo do koncentračního tábora v Osvětimi.
Dne 1. ledna 1942 z Osvětimi napsal dopis v němčině, v němž zmiňoval, že je zdráv. Dále v psaní byla žádost, aby mu rodina pravidelně posílala 50 říšských marek s německy psaným dopisem. Ale 15. ledna 1942 v koncentračním táboře za neznámých okolností zemřel a stejný den byl odeslán i lístek z 1. ledna 1942. Dne 17. ledna 1942 byl jeho matce doručen telegram s německým oznámením „Syn Josef v koncentračním táboře Osvětim zemřel. Komandant“
Za jeho zásluhy v protifašistickém odboji mu prezident Československé republiky udělil dne 17. listopadu 1945 Československý válečný kříž 1939 „in memoriam.“
Na jeho rodném domě v obci Láz byla dne 10. října 1948 slavnostně odhalena pamětní deska, u které byla v průběhu několika dalších desetiletí pořádána každý rok vzpomínková shromáždění a pokládán věnec. Je uveden na pamětní desce obětí Sokola umístěné v sokolovně na Kounicově ulici v Brně. 28. května 2017 byl v Brně na ulici Tichého, před domem, kde naposedy bydlel, umístěn do dlažby "kámen zmizelých."